# Angel of Death (canción)
«Angel of Death» («Ángel de la muerte» en español) es la primera canción del álbum Reign in Blood (1986) del grupo de thrash metal Slayer. La música y letra de la canción fueron escritas por el guitarrista del grupo, Jeff Hanneman, y están basadas en el médico nazi Josef Mengele, quien realizó experimentos con seres humanos en Auschwitz durante la Segunda Guerra Mundial. La canción generó varias acusaciones en contra de la banda, que fue tildada de nazi y racista.
A pesar de la controversia que rodea a la canción y su contribución al retraso de Reign in blood, «Angel of Death» es incluida en todos los álbumes en directo y DVD de Slayer. La canción fue bien recibida por los críticos; Steve Huey de Allmusic la describió como "clásica".

## Composición y origen

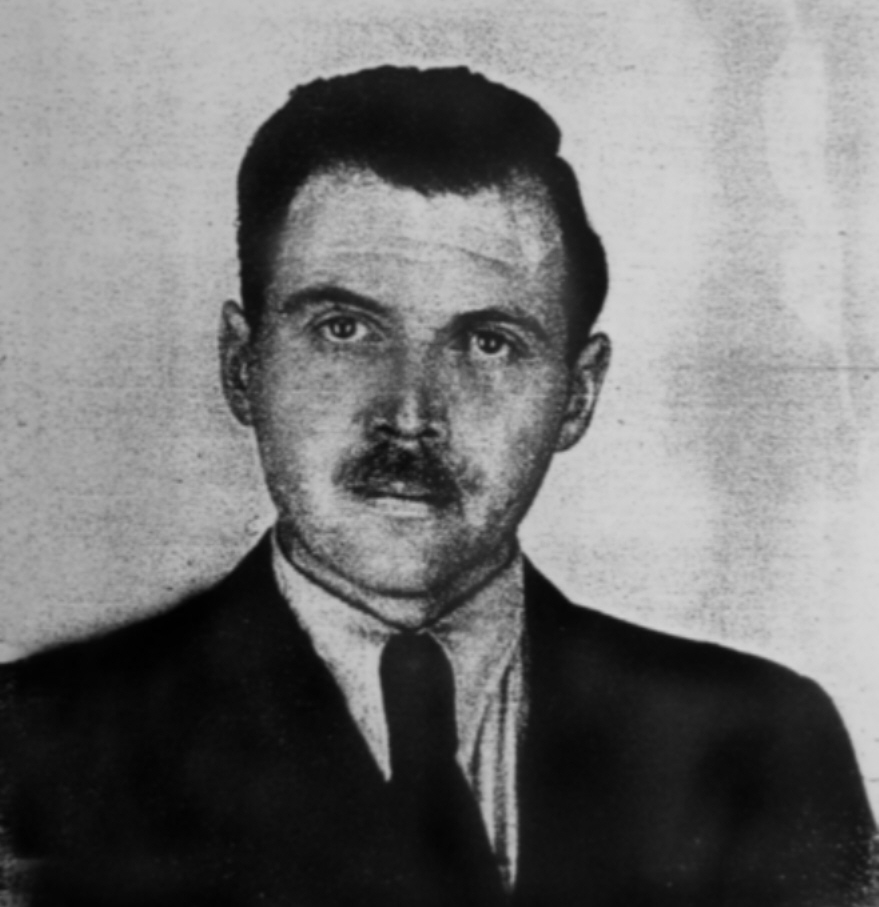
Foto policial de Josef Mengele.

El guitarrista de Slayer, Jeff Hanneman, escribió «Angel of Death» tras leer libros sobre Mengele mientras estaba de gira con el grupo: "Recuerdo haber parado en un lugar donde compré dos libros sobre Mengele. En ese momento pensé, 'esto debe ser bastante morboso'. Así que cuando llegó el momento de grabar el disco, todo lo que había leído aún permanecía en mi cabeza—ahí fue cuando surgió la letra de «Angel of Death»".
La letra de la canción detalla los experimentos de Mengele con pacientes del campo de concentración de Auschwitz durante la Segunda Guerra Mundial. Las investigaciones de Mengele se centraban en gemelos y personas que sufrían enanismo, los cuales eran examinados tanto física como psicológicamente. Entre las pruebas que realizó, las nombradas en «Angel of Death» incluyen cirugías sin anestesia, transfusiones de sangre entre gemelos, unión de cuerpos, resistencia al aislamiento, envenenamiento con gases, inyecciones de gérmenes letales, cirugías de cambio de sexo, y la extirpación de órganos y extremidades.

## Controversia
El contenido lírico de «Angel of Death» fue una de las causas del retraso que sufrió el disco Reign in Blood en 1986. La banda había firmado un contrato con la casa discográfica Def Jam Records, su distribuidor, Columbia Records, se rehusó a poner en venta el álbum debido a la letra de sus canciones y dibujos, acusando a este último de ser "demasiado gráfico". Reign in Blood fue finalmente distribuido por Geffen Records el 7 de octubre de 1986. Sin embargo, debido a la controversia, Reign in Blood no apareció en la agenda oficial de lanzamientos de Geffen Records.
«Angel of Death» causó indignación por parte de los sobrevivientes del holocausto, al igual que sus familias y público en general. La controversia generó que la banda fuese tildada de nazi, acusaciones que han perseguido a Slayer a lo largo de su carrera. Algunas personas relacionaron el interés de Hanneman por la historia nazi y su colección de medallas como evidencia para las acusaciones – siendo su posesión más preciada una cruz de caballero alemana. Hanneman reaccionó diciendo: 

"Sé por qué la gente la malinterpreta – es porque les provoca una reacción visceral. Cuando se lee la letra de la canción, no escribí nada que diga necesariamente que era un hombre malo, porque para mí – bueno, ¿no es obvio?, no tendría ni que decirlo".

 Según el guitarrista Kerry King: "Sí, los miembros de Slayer somos nazis, fascistas, comunistas—toda esa mierda. Y por supuesto recibimos las mayores críticas en Alemania. Siempre he dicho, 'lean la letra de la canción y díganme donde está lo ofensivo en ella. ¿No pueden ver que es un documental, o creen que Slayer está predicando sobre la Segunda Guerra Mundial?' La gente se mete esto dentro de la cabeza, especialmente en Europa, y no puedes hablarles sobre eso".
La canción fue tildada de racista, aunque la banda desmintió tales acusaciones. Además, el productor y amigo de la banda, Rick Rubin, tiene ascendencia judía, y King participó con el grupo de hip hop Beastie Boys (sus miembros en cuestión son judíos) en la canción "No Sleep till Brooklyn". Los miembros de la banda han respondido varias preguntas relacionadas con estas acusaciones, diciendo que no apoyan al nazismo o racismo y que no les interesa aquel tema.
En 2006, la canción "Jihad" incluida en el álbum de Slayer Christ Illusion presentó algunas similitudes con «Angel of Death». "Jihad" está basada en los atentados del 11 de septiembre de 2001, y cuenta la historia desde la perspectiva de un terrorista. El vocalista Tom Araya creía que la canción generaría tanta controversia como «Angel of Death», pero esto no se materializó; en parte, cree que se debe a que el público vio la canción como "sólo Slayer siendo Slayer".

## Música y estructura
«Angel of Death» es la canción más larga del álbum Reign in Blood, con una duración de 4:51 minutos, en comparación a los 28 minutos del álbum completo. Hanneman y King mediante sus 'riffs intrincados' aportan las escasas muestras de melodía que posee el álbum según el crítico Adrien Begrand de Pop Matters, junto a los gritos penetrantes de Araya, mientras Lombardo realiza un promedio de 210 beats per minute.
Cuando el baterista Dave Lombardo dejó la banda en 1992, debido a algunos conflictos con los demás miembros y deseos de llevar a su esposa a las giras, fue reemplazado por Paul Bostaph de la banda Testament. El único error que cometió Bostaph en las nueve canciones que tocó como prueba, fue en «Angel of Death». Había una parte de la canción que no pudo entender, por lo que debió estudiar algunas grabaciones en vivo de la banda. Bostaph no podía determinar cuantas revoluciones realizaban las guitarras antes de la parte ya mencionada. Los miembros de la banda le explicaron que eran ocho, de esta manera pudo ejecutarla correctamente.

## Recibimiento
Aunque «Angel of Death» no entró a ninguna lista musical, recibió buenos comentarios en las críticas del álbum Reign in Blood. Clay Jarvas de Stylus Magazine afirmó que la canción "le da una lección a cualquier banda que toque rápido y fuerte hoy en día. La letra de la canción es un esbozo del horror que nos espera, mientras que la música es la base para el resto del álbum: rápida, fuerte y sucia".
Adrien Begrand de Popmatters agregó que "No existe mejor canción para comenzar que la obra maestra «Angel of Death», una de las canciones más monumentales de la historia del metal, donde los guitarristas Kerry King y Jeff Hanneman entregan sus riffs intrincados, el baterista Dave Lombardo realiza una de las demostraciones más potentes jamás grabadas, y el bajista/vocalista Tom Araya grita y gruñe su historia sobre el criminal de guerra nazi Joseph Mengele".
Como manera de aprovechar la publicidad generada por la controversia, la banda cambió su logo a uno similar al águila que acompaña a la esvástica nazi, durante el periodo de Seasons in the Abyss. Hanneman puso autoadhesivos de las SS en su guitarra, y escribió "SS-3", una canción acerca de Reinhard Heydrich, segundo al mando de las Schutzstaffel.

## Apariciones
«Angel of Death» ha aparecido en varias películas, incluyendo Gremlins 2, en la escena donde una de las criaturas se convierte en una araña. Aparece también en Jackass: The Movie durante la escena del auto, y en el documental de 2005 sobre la Guerra de Irak Soundtrack to War, que analiza el papel que juega la música en el campo de batalla. Uno de los riff fue utilizado por el grupo Public Enemy en su canción de 1988 "She Watch Channel Zero", y en el videojuego Tony Hawk's Project 8. Nolan Nelson, quien escogió la banda sonora del juego afirmó que es "una de las mejores canciones de heavy metal jamás grabadas. ¿No sabes quién es Slayer? Siento lástima por ti."
Una banda tributo de Slayer llamada Dead Skin Mask lanzó un álbum musical que contenía 8 canciones, siendo «Angel of Death» una de ellas. El grupo de death metal Monstrosity hizo una versión de la canción, también la banda de chelo rock, Apocalyptica realizó una versión con Dave Lombardo en la batería, incluida en el álbum de 1996, Amplified // A Decade of Reinventing the Cello. Al Sur Del Abismo (Tributo Argentino A Slayer), un tributo a Slayer creado por Hurling Metal Records, contiene dieciséis canciones tocadas por varias bandas argentinas, Asinesia hizo la versión de «Angel of Death». Una compilación de bandas que han participado en el Ozzfest, contiene la canción «Angel of Death» de Slayer.
«Angel of Death» es la primera canción del box set de Slayer Soundtrack to the Apocalypse. La canción fue también incluida en el álbum en directo Decade of Aggression y los DVD Live Intrusion, War at the Warfield y Still Reigning.
También apareció en el videojuego Need for Speed: Rivals